# Telê Santana

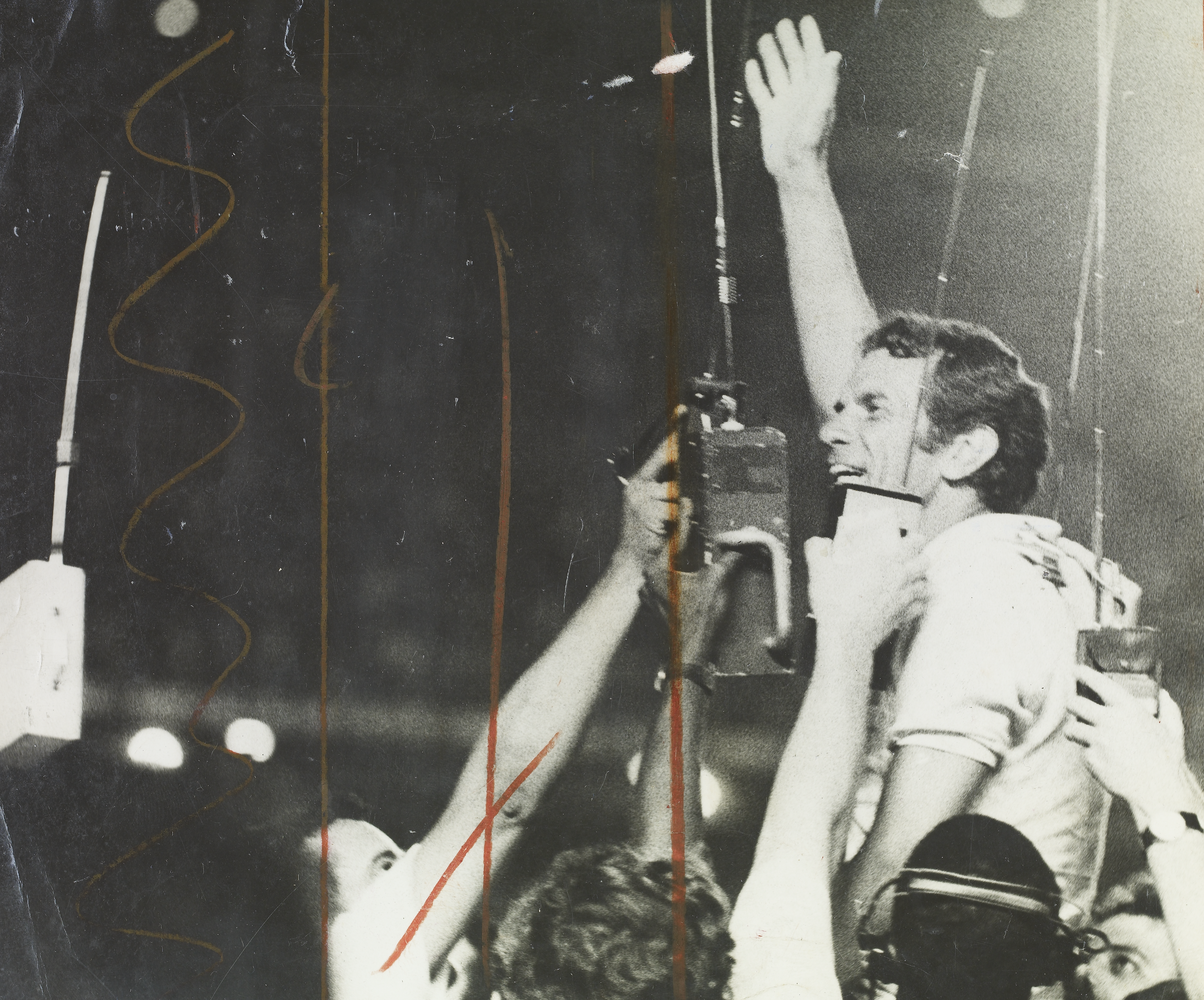
Telé 1971-ben

Telê Santana, teljes nevén Telê Santana da Silva (Itabirito, 1931. július 26. – Belo Horizonte, 2006. április 21.) brazil középpályás labdarúgó, edző, szövetségi kapitány.

## Pályafutása

### Edzőként
Ő volt a brazil válogatott edzője az 1982-es világbajnokságon. A torna után egy ideig Szaúd-Arábiában dolgozott. 1985-ben visszatért Brazíliába, és ismét a válogatott edzője lett, az 1986-os világbajnokságon pedig a negyeddöntőig vezette a csapatot.

## Sikerei, díjai
Fluminense
- Carioca-bajnokság: 1951, 1959
- Rio-São Paulo torna: 1957, 1960
- Copa Rio: 1952

### Edzőként
Fluminense
- Taça Guanabara: 1969
- Carioca-bajnokság: 1969

Atlético Mineiro
- Campeonato Mineiro: 1970, 1988
- Brazil bajnokság: 1971

Grêmio
- Gaúcho bajnokság: 1977

El-Áhlí
- King's Cup: 1983
- Szaúd-arábiai bajnokság: 1984
- Gulf Club Champions Cup: 1985

Flamengo
- Taça Guanabara: 1989

São Paulo
- Paulista bajnokság: 1991, 1992
- Brazil bajnokság: 1991
- Copa Libertadores: 1992, 1993
- Interkontinentális kupa: 1992, 1993
- Recopa Sudamericana: 1993, 1994
- Supercopa Sudamericana: 1993
- Copa CONMEBOL: 1994

### Egyéni
- Az év dél-amerikai edzője: 1992